# Ruth Händel

Singlecover: Mama Leone

Ruth Händel, Pseudonym von Heidemarie Gerbsch, (* unbekannt; † 3. Juli 2003 in Dänemark) war eine deutsche Sängerin, die beim Plattenlabel Polydor veröffentlichte. Das Pseudonym wurde zur Veröffentlichung der ersten Single in Anlehnung an die Zigarettenmarke Roth-Händle ausgewählt. Das Lied wurde wieder bekannt, als Hape Kerkeling das Lied als Horst Schlämmer erneut veröffentlichte. Sie war die erste Interpretin des Lieds Mama Leone von Drafi Deutscher, der beide Lieder komponierte.

## Diskografie
Singles
- 1975: Wermuth Eule / Meine letzte Zigarette (Polydor 2041 641: Komponistin Karin Jensen / Pseudonym Drafi Deutscher, Produzent: Klaus Kaputtnick)
- 1975: Und dann nehm ich in aller Stille - die Pille / Mein Jott, Walther (Polydor 2041 704: Berliner Originalversion), (Komponist: A. Conde*, H. Korn* / Komponist: Mike Krüger)
- 1976: Mama Leone / Das versunkene Dorf (Polydor 2041 741: Komponist Jack Goldbird / Pseudonym Drafi Deutscher, Begleitung: Orchester Hans Bertram)
- 1978: Auf Wiederseh’n Marie / Kleine Geschenke Erhalten Die Freundschaft (Polydor 2041 808: Produzent Hans Bertram, Begleitung: Orchester Hans Bertram)